# Galata, Iași

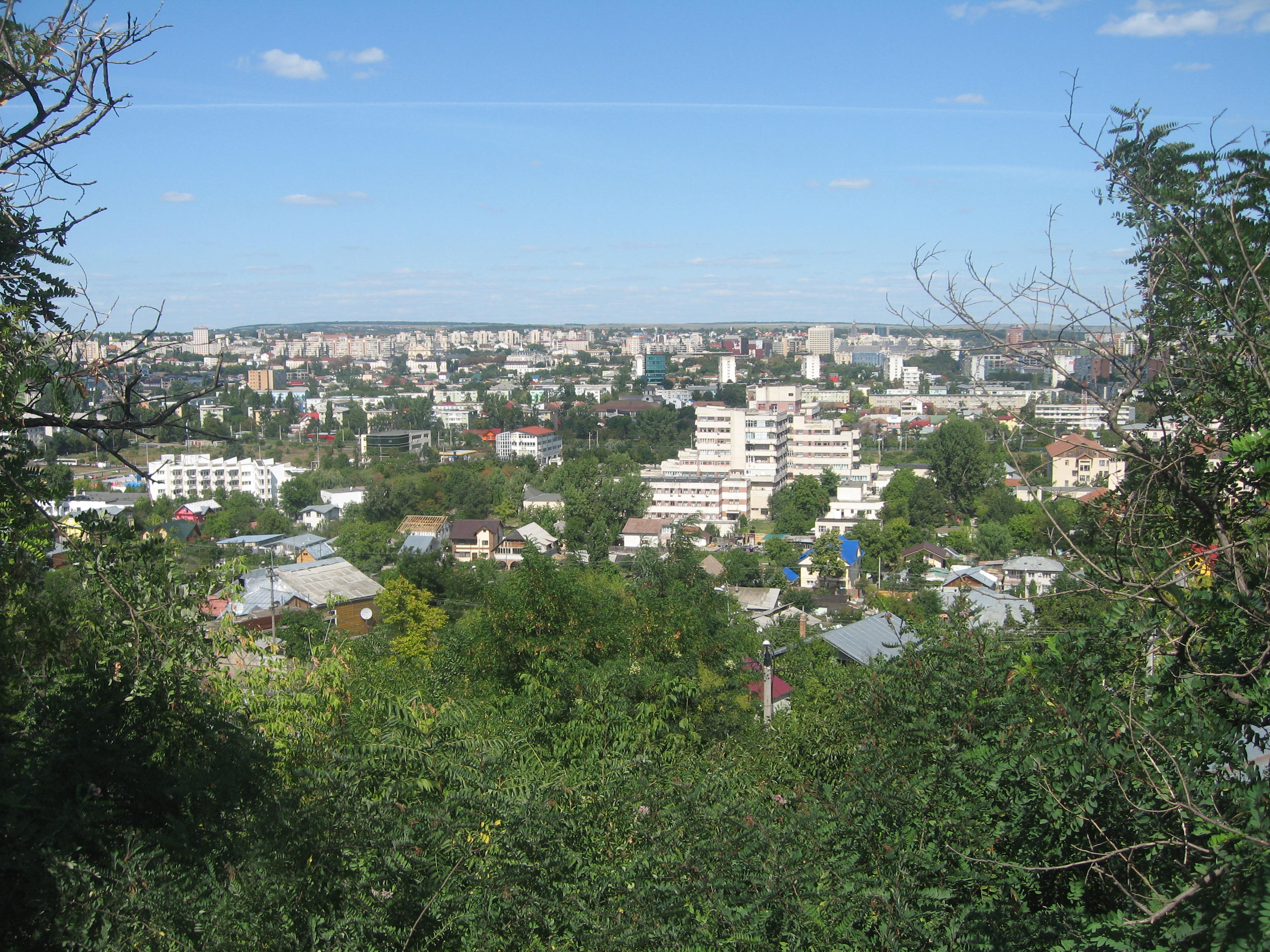
Orașul Iași văzut de pe platoul Mănăstirii Galata

Galata este unul din cartierele municipiului Iași.

## Etimologie
Denumire pare a fi preluată după numele unei suburbii în Constantinopole.

## Geografie
Cartierul Galata se află în partea de sud a orașului, pe una din cele 7 coline legendare ale Iașului, Galata. Prin el trec râurile Nicolina și Bahlui.

## Istoric
Așezat la poalele dealului cu același nume, pe care s-a ridicat în secolul XVI mănăstirea Galata, împărțit de Calea Galata în alte două cartiere mai mici, Galata 1 și Galata 2, Cartierul Galata a fost construit între anii 1975 și 1980, pe locul unde altădată existau locuințe insalubre și un câmp unde pășunau animalele locuitorilor din zonă.
Existența,  Statiunii balneo-climaterice Nicolina, unitate ce aparține Mănăstirii Galata, a monumentului ridicat în cinstea eroilor din primul război mondial, precum și dotările materiale consistente, oferă locuitorilor condiții de trai și recreere dintre cele mai bune.
În trecut, râurile Bahlui și Nicolina formau o mlaștină la poalele dealului Galata, care se întindea până la mănăstirea Galata. Mlaștina a fost secată datorită expansiunii orașului, aici existând acum bogate resurse de nămol și izvoare cu un conținut ridicat de sulf.
Aceste resurse au fost fructificate prin construirea unui complex balnear numit Nicolina, băile de aici având cel mai mare conținut de sulf din Europa.Pe timp de vară, plajele pentru tratament seamănă cu litoralul românesc din cauza sutelor de persoane ce vin aici. Plajele sunt împărțite în zone pentru bărbați și pentru femei, aceste zone fiind limitate de un gard înalt.
Stațiunea, situată în imediata vecinătate a cartierului, organizată în 1980, cunoscută și ca „Băile Purcica”, este o stațiune balneară de oferă tratamente cu apă sulfuroasă, supranumită „apa tinereții veșnice”. Ape cu aceeași concentrație de sulf mai există și în Caucaz, fără a fi însă folosite în scop terapeutic.
Mulțumită amplasării cartierului, acesta fiind izolat de zona centrală a orașului prin calea ferată și răul Bahlui, în cartier se găsesc foarte multe locuințe ale oamenilor înstăriți, ce doresc să stea departe de agitația orașului.
În cartierul Galata se află și Spitalul Clinic de Recuperare ridicat în 1978, spital care beneficază nemijlocit de serviciile stațiunii balneare Nicolina, și policlinica pentru sportivi.
La poalele dealului Galata curge râul Nicolina.
Cartierul Galata are ca și cartiere învecinate cartierele Nicolina-CUG și Mircea cel Bătrân.

## Transport
- Autobuz: 30, 30B, 23, 501